# Grannskapsenhet

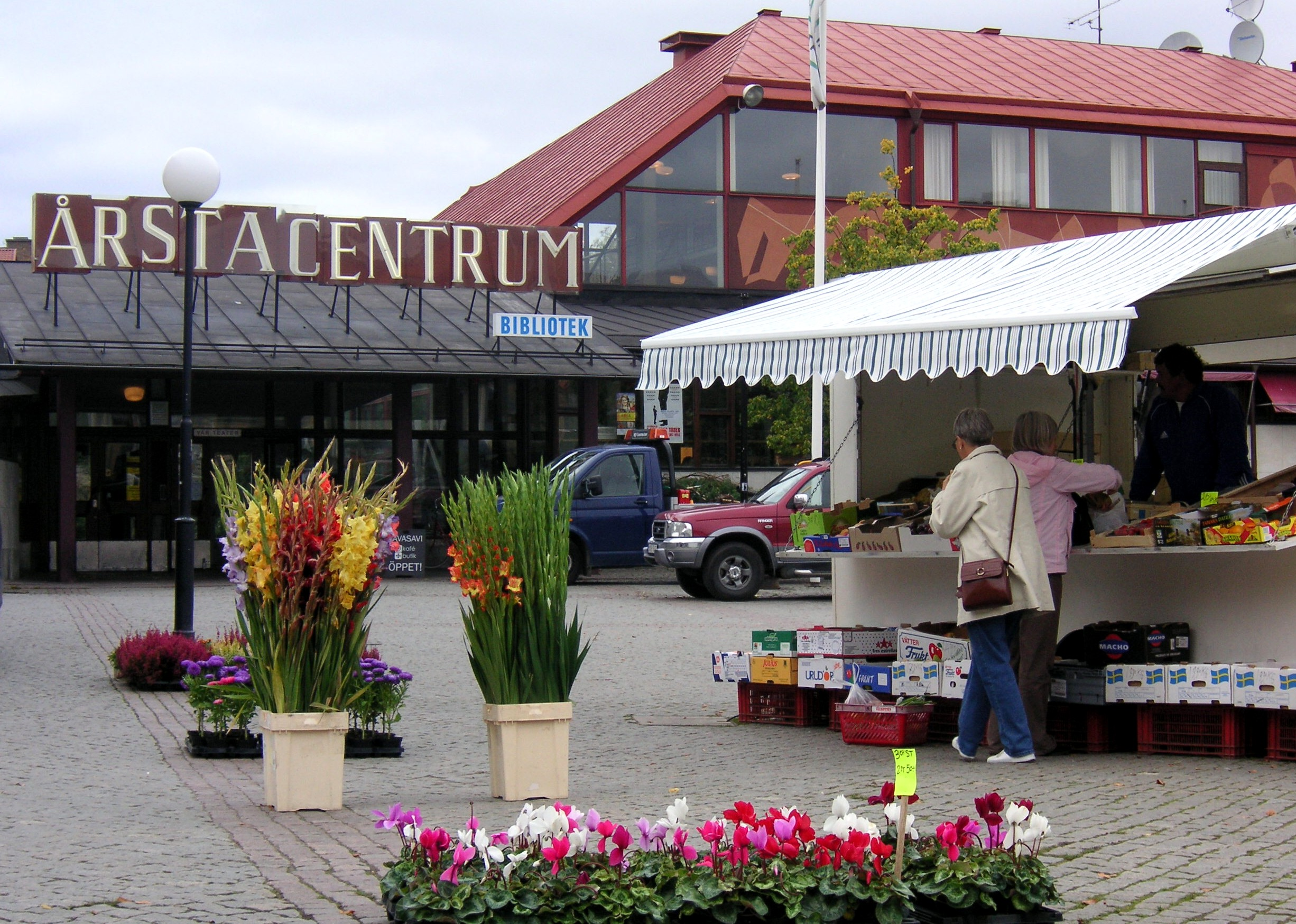
Årsta centrum.

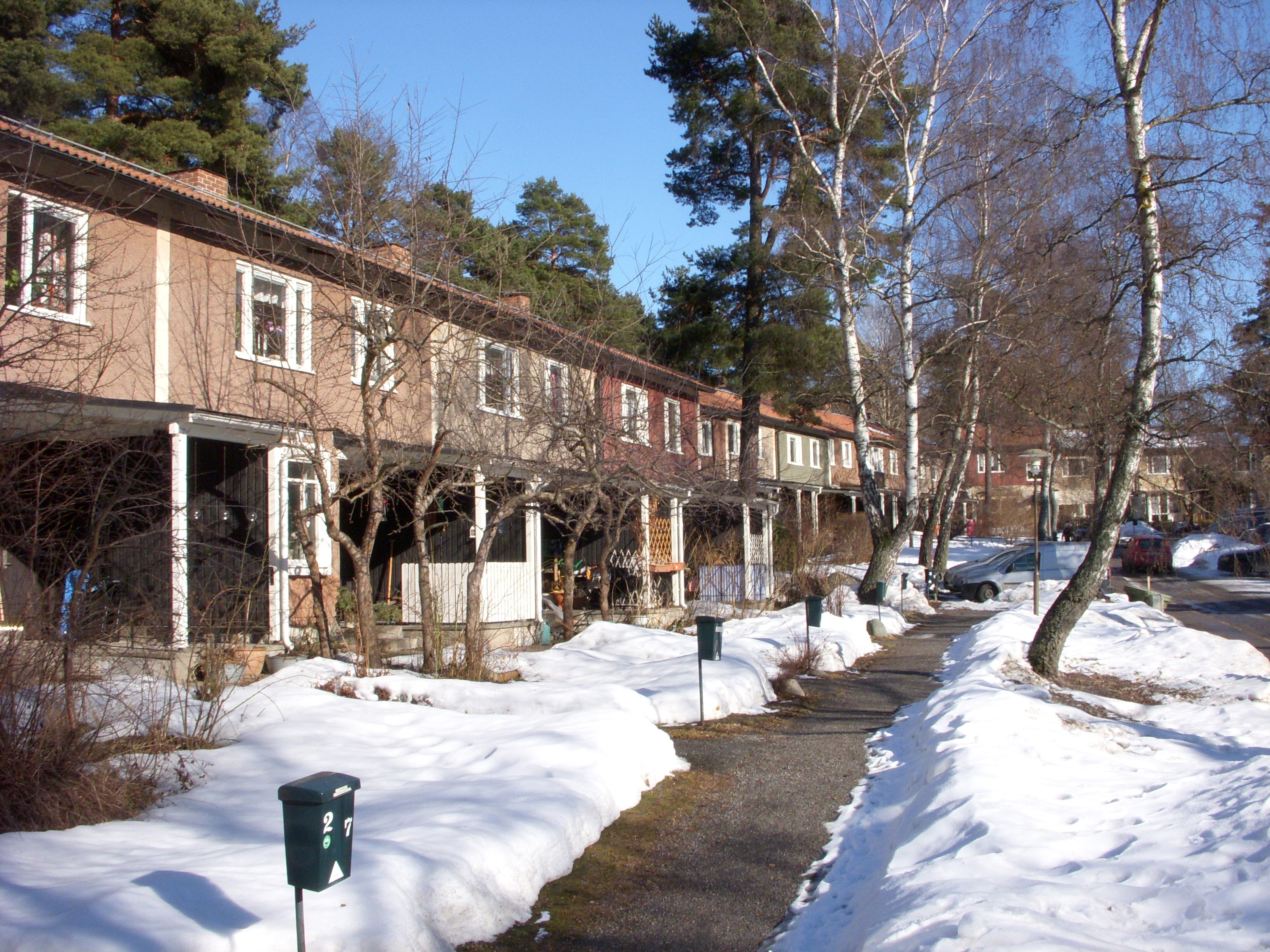
Skönstaholm.

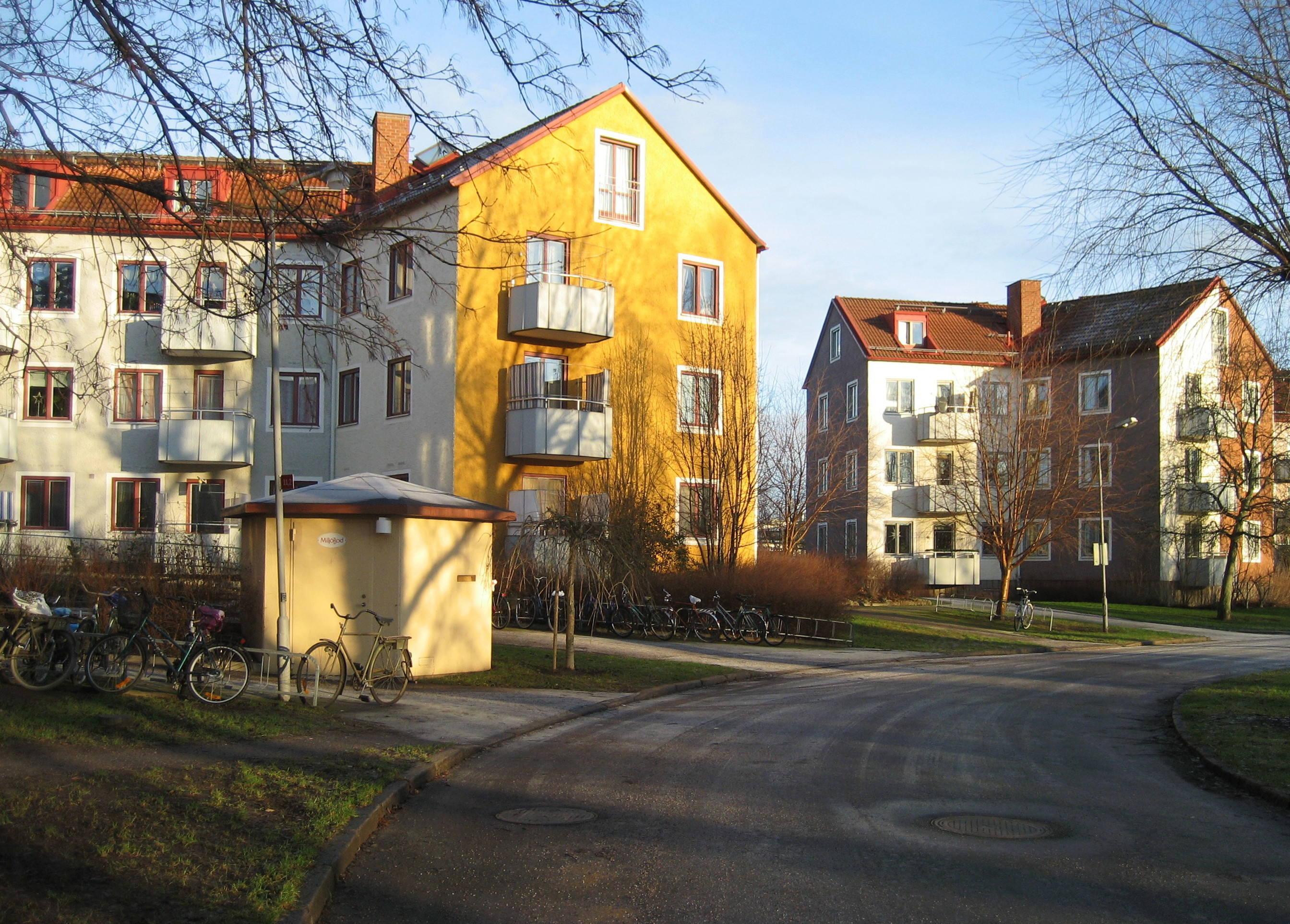
Rosta.

En grannskapsenhet är en stadsplaneringsidé där mindre enheter i en större stad skall ha ett självständigt liv och bestå av bostäder runt ett centrum. 

## Historik
Idén med grannskapsenheter växte fram i början av 1900-talet som en protest mot rutnätsplanen och ansågs vara mer lämpad för gemenskap och samhörighet. Först diskuterades detta bland sociologer men anammades snart av arkitekter. Rörelsen går tillbaka till den amerikanska sociologen och stadsplaneraren Clarence Perry vars idéer från tidiga 1900-talet inarbetades 1928 i regionalplanen för New York. Stadsplanen med dess öppna ytor skulle uppmuntra till dialog och genom detta skulle demokratiska processer växa fram, menade man.
I grannskapsenheten skall allt för det dagliga livet finnas inkluderande butiker, skolor, kyrkor, samhällsservice, parker, kulturellt utbud med mera. Familjeorienterade grannskap skulle främja trivsel och samhörighet mellan de boende. Man tänkte sig vidare att staden skulle växa genom att grannskapsenhet läggs till grannskapsenhet.

## Svenska förhållanden
Till Sverige kom influenserna framförallt från England, och till viss del Tyskland. I Sverige fick det även en tydlig politisk dimension, där grannskapsenheten tänktes stärka den demokratiska människotypen. Grannskapsenhetens arkitektur präglades av enkel småskalighet. Arkitekterna använde sig av traditionella husformer med sadeltak och ”vänliga”, lekfulla detaljer. 
Planlösningen hade många kvaliteter exempelvis att lägenheten fick fönster åt flera väderstreck, att husen placerades så att varje lägenhet och varje balkong fick sin del av solen och dagsljuset. Den svenska varianten kallas även folkhemsarkitektur som hade sin blomstringstid från sena 1940-talet till slutet av 1950-talet. Då hade många av de sociologiska tankarna försvunnit och minskade granntjänster och en ökande offentlig sektor urholkade gradvis grannskapstanken.

## Exempel för grannskapsenheter i Sverige
- Augustenborg i Malmö, färdigt 1952
- Norra Guldheden i Göteborg, färdigt 1946
- Kyrkbyn, Göteborg, 1946-1957
- Rosta i Örebro, (stjärnhus), 1949
- Årsta med Årsta centrum i Stockholm, 1951-1953
- Bandhagen i Stockholm, 1952-1955.
- Hökarängen med Skönstaholm i Stockholm, 1954
- Gröndal i Stockholm, 1944
- Torsvikshöjden på Lidingö, 1944-1950